# Mikołaj Bołtuć

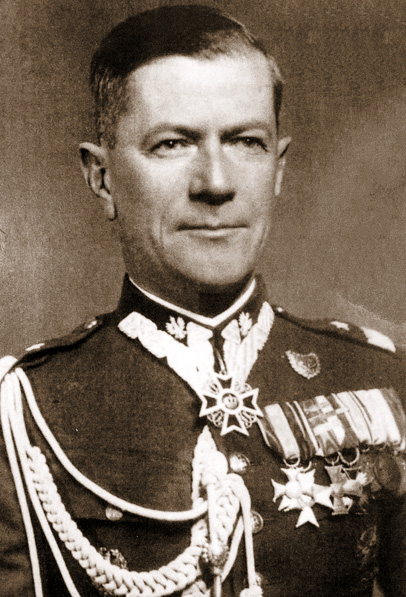
Mikołaj Bołtuć

Mikołaj Bołtuć (* 20. Dezember 1893 in Sankt Petersburg; † 22. September 1939 bei Łomianki) war ein polnischer Brigadegeneral im Zweiten Weltkrieg. 
Mikołaj Bołtuć brachte es im Ersten Weltkrieg zum Offizier der Kaiserlich Russischen Armee. Bei der Wiederherstellung Polens trat der polnischen Armee bei und nahm am Polnisch-Sowjetischen Krieg teil. Als Deutschland im September 1939 den Überfall auf Polen begann, war er Oberbefehlshaber der Grupa Operacyjna „Wschód“ (Operationsgruppe Ost). Nach Teilnahme an der Schlacht an der Bzura fiel er am 22. September 1939 bei einem Durchbruchversuch nach Warschau bei Łomianki.